# Station Aachen Templerbend
Station Aachen Templerbend (Duits: Bahnhof Templerbend) was een spoorwegstation voor personen- en goederenvervoer in de Duitse stad Aken, gelegen aan de spoorlijnen naar Maastricht, Mönchengladbach en Welkenraedt (Montzenroute). Het werd in de jaren 1850 gebouwd als eilandstation in het noordwestelijk deel van de Akense binnenstad. In 1911 werd het gehele complex, inclusief de bestaande spoorlijnen, gesloopt vanwege de uitbreiding van de Rheinisch-Westfälische Technische Hochschule (RWTH). Ter vervanging was een jaar eerder het station Aachen West gebouwd, een paar honderd meter westelijker.

## Geschiedenis
In de jaren 1840 ontstond het idee  om de Domaniale mijn, een steenkolenmijn in het Nederlandse Kerkrade, met een spoorlijn te verbinden met het toen Pruisische Aken, om op die manier de mijn betere afzetmarkten te bieden. De uitvoering van het plan kreeg vorm door de oprichting in 1845 van de Aken-Maastrichtsche Spoorweg-Maatschappij. Een jaar later, op 30 januari 1846, kreeg zij de concessie om de nieuwe spoorlijn Aken-Maastricht te exploiteren.

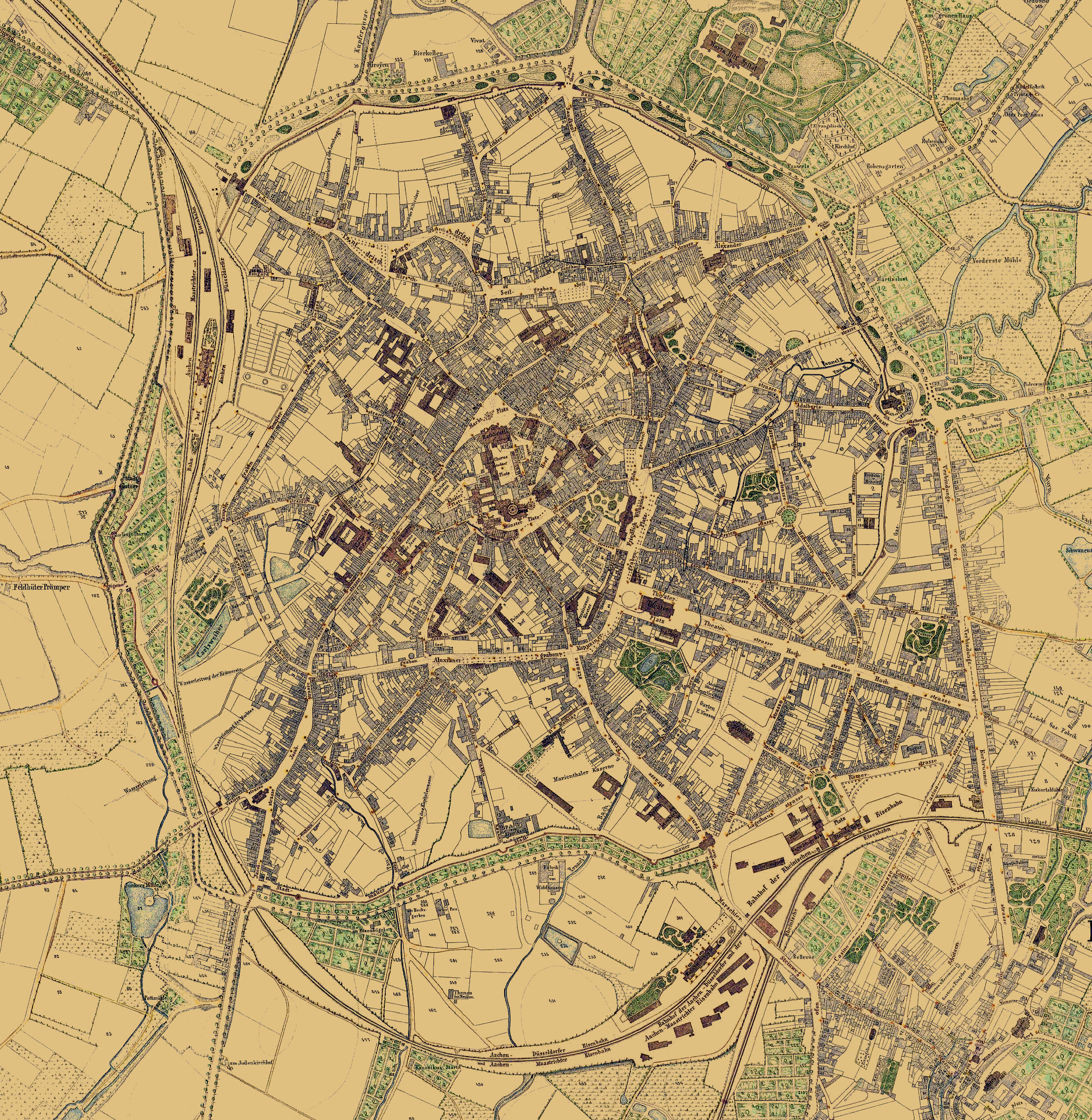
Plattegrond van Aken, ca. 1860. Linksboven station Templerbend, rechtsonder de Rheinischer Bahnhof

Vertrekpunt aan Akense zijde zou het gebied Templerwiese (Tempelweide) nabij de Ponttor zijn, waar zich al verschillende expediteurs hadden gevestigd en van waaruit niet alleen de Nederlandse en Belgische grensplaatsen, maar ook de opkomende steden en industrieën in de Duitse Wormvallei via nieuw aan te leggen routes goed bereikbaar zouden zijn. Nadat de route definitief was vastgesteld, begon de bouw van de spoorweg in 1849 en werd op 20 oktober 1853 in gebruik genomen. Tussen Templergraben en Turmstraße werd een tijdelijk station gebouwd dat in 1853 was voltooid. De Aken-Maastrichtsche Spoorweg-Maatschappij verving vervolgens het tijdelijke station door een nieuw gebouw, dat in 1858 werd geopend als station Aachen Templerbend. Voor de bouw van dit station moesten de tot dan toe relatief onaangetast gebleven stadsmuren van de tweede middeleeuwse stadsomwalling, inclusief resten van de Gregoriusturm, Bongartsturm en Krückenturm definitief worden afgebroken.
Het station fungeerde als grensstation tussen Duitsland en Nederland en werd gebouwd als eilandstation vanwege de noodzakelijke douaneformaliteiten, onder anderen voor grenspendelaars. Een hek op het stationsemplacement Templerbend, dwars door het stationsgebouw, scheidde de douanesporen van de andere sporen. Aan de westzijde van het eilandperron liep de spoorlijn van de spoorlijn Aken-Maastricht tussen de Rheinischer Bahnhof (tegenwoordig Aachen Hauptbahnhof) en de Duits-Nederlandse grens bij Vetschau en verder naar Maastricht. Aan de oostzijde reden treinen van de spoorlijn Aken-Mönchengladbach. Tussen de Rheinischer Bahnhof en de kruising bij Richterich liepen de routes naar Maastricht en Mönchengladbach parallel.
In 1872 werd de spoorlijn Aken-Welkenraedt (later onderdeel van de Montzenroute) in gebruik genomen, die in Aken eindigde op station Templerbend. Vanwege het toegenomen goederenvervoer werd in 1875 bij het station Templerbend een apart rangeerterrein met een nieuw goederendepot gebouwd voor treinen uit de richting Mönchengladbach/Düsseldorf. Na de ingebruikname in 1892 van het nieuwe goederenstation Moltkebahnhof bij Burtscheid werden de goederensporen van de stations Templerbend, Marschiertor en Aachen Nord opgeheven.
Begin 20e eeuw wilde de RWTH Aken, opgericht in 1870 aan de nabij gelegen Templergraben, grootschalig uitbreiden in deze omgeving. Besloten werd om het station Templerbend een paar honderd meter naar het westen te verplaatsen en de vrijgekomen grond te gebruiken voor de uitbreiding van de hogeschool. De verplaatsing van het station was een ingrijpende operatie, omdat ook een groot deel van de spoorlijn verlegd moest worden.
Op 1 oktober 1910 werd, tegelijk met de nieuwe spoorlijn, het nieuwe goederenstation Aachen West geopend. Het reizigersverkeer op het nieuwe station begon op 30 oktober 1910, nadat het station Templerbend en de oude spoorlijn de dag ervoor waren gesloten. Een jaar later werden de stationsgebouwen gesloopt.
Het tracé van de oude spoorweg is vandaag de dag alleen nog te herkenne in het stadsdeel Laurensberg; het wordt nu gedeeltelijk gebruikt als fiets- en voetpad. Op het voormalige stationsterrein zelf is niets meer dat herinnert aan het station Templerbend. Na grootschalige bouwoperaties verrezen hier onder andere het Rogowski-Institut, het Institut für Maschinenelemente und Maschinengestaltung en het collegezalencomplex Audimax van de RWTH.

## Architectuur en inrichting stationscomplex
Het imposante, in neogotische stijl opgetrokken ontvangstgebouw telde drie verdiepingen. De voorgevel van het middendeel bestond uit zes traveeën met een vooruitspringende middenrisaliet, waaraan enkele uitbreidingen waren toegevoegd. Het was toegankelijk via de zuidwestzijde, waar zich de entree met vestibule bevond. Opvallend waren de twee vierkante torens aan de zuidzijde, die met hun kantelen aan een stadspoort of kasteel deden denken. De architect is niet bekend.
De twee belangrijkste perrons waren voorzien van perronoverkappingen ter bescherming tegen weersinvloeden. Aan de westkant, langs de Turmstraße, bevond zich een lange douane- en goederenloods en een laadperron. Ten noorden, oosten en zuiden van het stationsgebouw bevonden zich verschillende rangeersporen met seinhuizen en een draaischijf voor het keren van locomotieven.

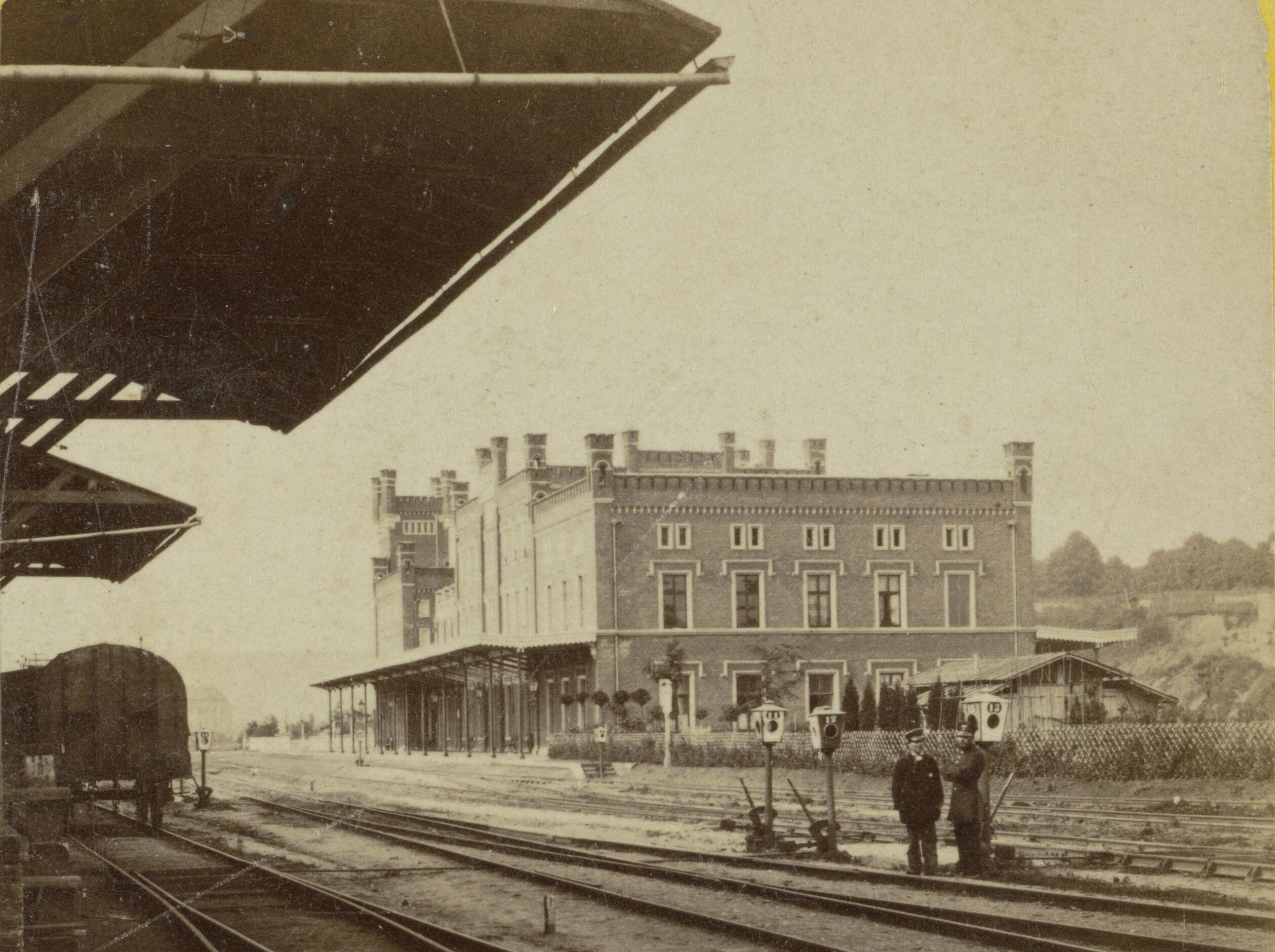
Vanuit het noordoosten, ca. 1865
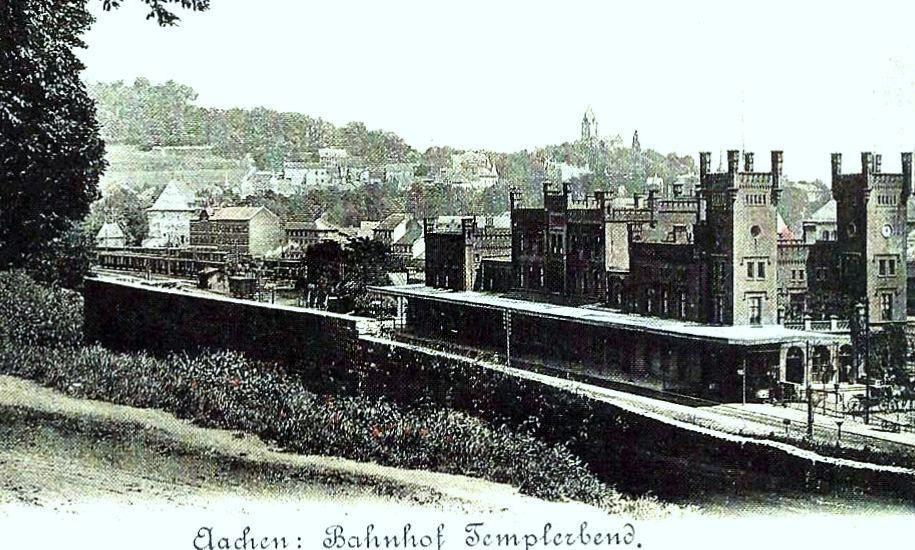
Vanuit het zuidwesten, 1897
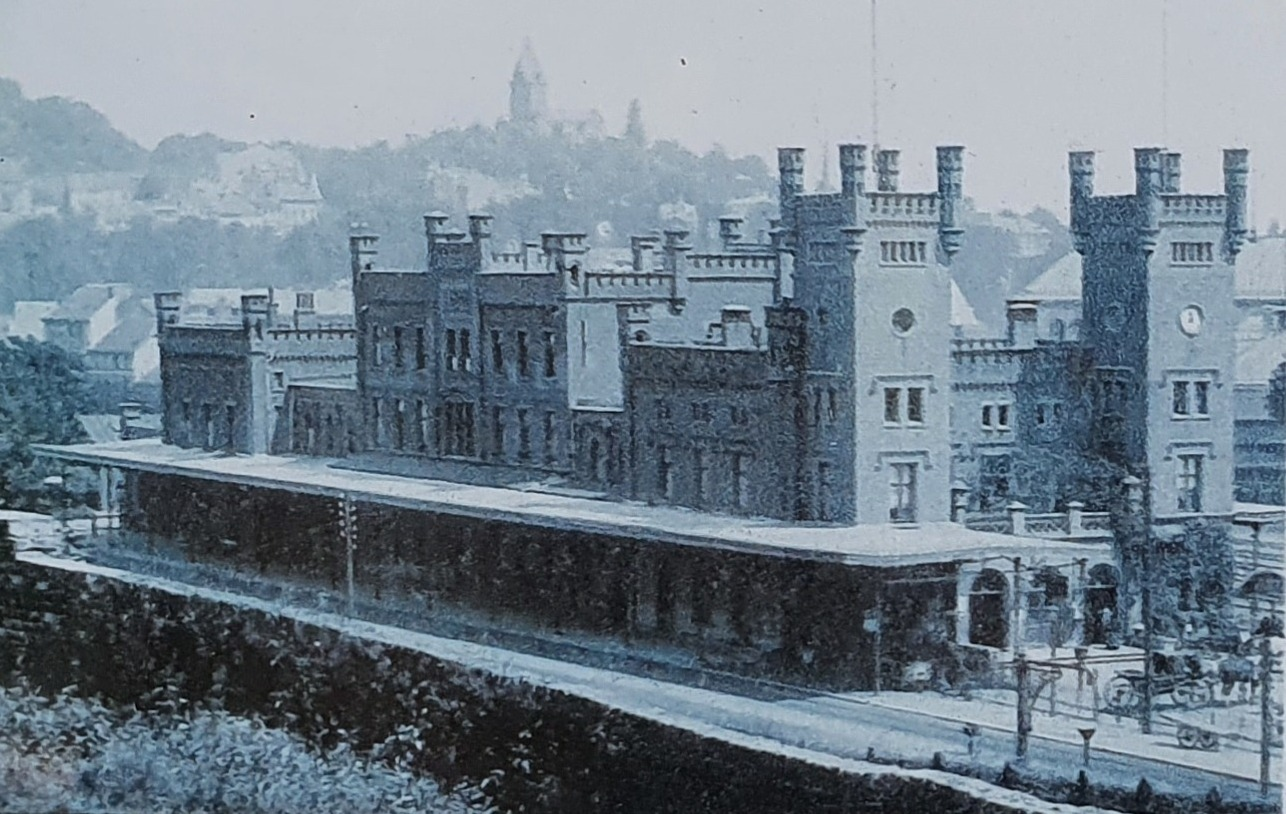
Idem, detail
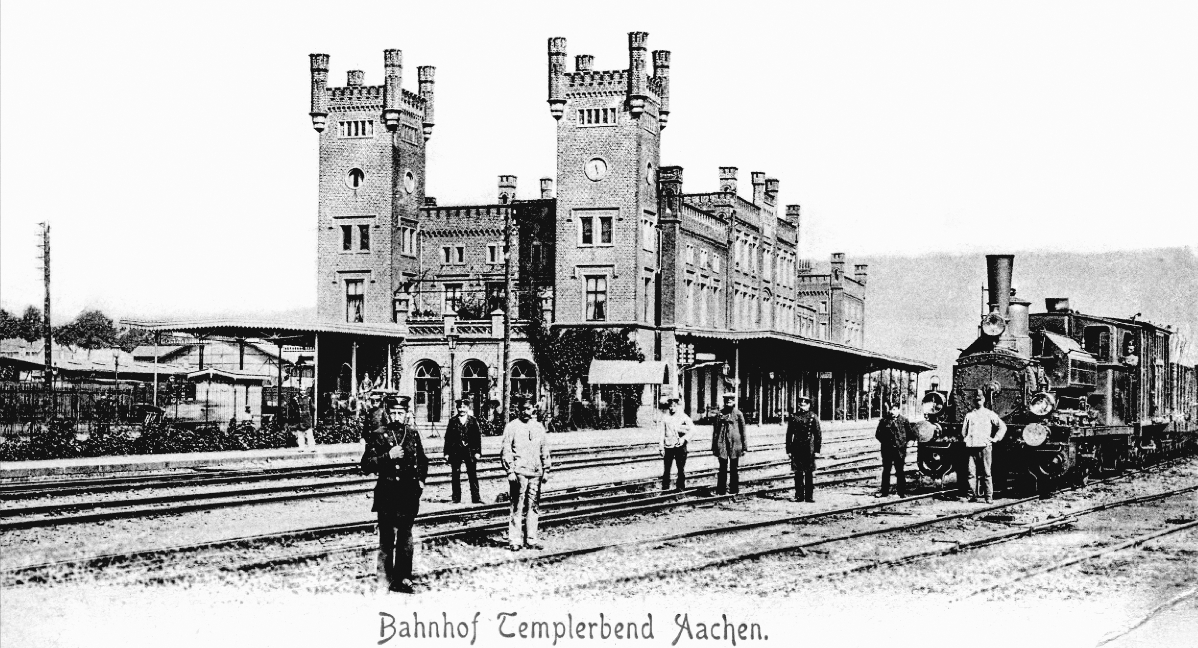
Vanuit het zuiden, ca. 1900

Richterich ·
Vetschau ·
9: Bocholtz ·
13: Simpelveld ·
Over-Eijs ·
16: Eys-Wittem ·
19: Wijlre-Gulpen ·
22: Schin op Geul ·
Oud Valkenburg ·
25: Valkenburg ·
28: Houthem-Sint Gerlach ·
Vroenhof ·
31: Meerssen ·
Rothem ·
Vaeshartelt ·
Mariënwaard ·
34: Maastricht Noord ·
Limmel ·
37: Maastricht
1,9: Aachen Hbf ·
3,0: Aachen Schanz ·
5,3: Aachen West (Templerbend) ·
11,5: Kohlscheid ·
16,1: Herzogenrath ·
22,7: Übach-Palenberg ·
27,4: Geilenkirchen ·
34,6: Lindern ·
36,6: Brachelen ·
40,8: Hückelhoven-Baal ·
47,2: Erkelenz ·
51,7: Herrath ·
56,2: Wickrath ·
60,1: Rheydt Hbf ·
63,9: Mönchengladbach Hbf ·
65,9: Mönchengladbach-Lürrip ·
68,7: Korschenbroich ·
71,5: Kleinenbroich ·
75,3: Büttgen ·
80,9: Neuss Hbf ·
86,4: Düsseldorf-Bilk ·
88,4: Düsseldorf Hbf ·
109,1: Wuppertal-Vohwinkel ·
115,4: Wuppertal Hbf ·
118,9: Wuppertal-Barmen ·
120,9: Wuppertal-Oberbarmen ·
126,0: Schwelm ·
130,5: Ennepetal ·
141,7: Hagen Hbf ·
155,6: Schwerte (Ruhr) ·
170,9: Fröndenberg ·
178,8: Wickede ·
190,8: Neheim-Hüsten ·
198,8: Arnsberg (Westf) ·
209,8: Freienohl ·
218,6: Meschede ·
227,0: Bestwig ·
233,9: Olsberg ·
241,8: Brilon-Wald ·
247,8: Hoppecke ·
251,1: Messinghausen ·
257,2: Beringhausen ·
259,6: Bredelar ·
267,9: Marsberg ·
273,2: Westheim ·
283,4: Scherfede ·
292,9: Warburg (Westf) ·
301,0: Liebenau ·
313,1: Hofgeismar-Hümme ·
318,6: Hofgeismar ·
324,6: Grebenstein ·
329,2: Immenhausen ·
333,5: Espenau-Mönchehof ·
337,7: Vellmar-Obervellmar ·
337,7: Vellmar-Osterberg ·
340,2: Kassel-Jungfernkopf ·
341,4: Kassel-Harleshausen ·
342,5: Kassel-Kirchditmold ·
345,2: Kassel Hbf
0,0: Tongeren ·
3,6: Vreren-Nerem ·
5,2: Glons-Haut ·
7,1: Boirs ·
9,3: Rukkelingen ·
11,3: Bitsingen ·
12,9: Wonck ·
18,2: Visé-Haut ·
21,0: Berneau ·
22,4: Weerst ·
26,6: Sint-Martens-Voeren ·
31,4: Remersdaal ·
Hindel-Bas ·
37,0: Montzen ·
Botzelaer ·
Aachen West (Templerbend)